# 奥洛斯特
奥洛斯特，是西班牙加泰罗尼亚巴塞罗那省的一个市镇。总面积29平方公里，总人口1158人（2013年），人口密度48人/平方公里。